# Соціальна війна
«Соціальна війна» (англ. An Entirely New Feature of a Thrilling Novel!: Entitled, The Social War of the Year 1900; Or, Conspirators and Lovers!) — утопічний роман американського письменника Саймона Молера Лендіса, опублікований автором 1872 року за власний кошт, який зазнав комерційного провалу. Деякі критики вважають «Соціальну війну» найгіршим романом, який коли-небудь було надруковано.

## Сюжет
Віктор Юно, герой роману, очолює «Натуралістів», войовниче таємне товариство і як проповідник лікує хвороби через магнетизм тварин замість медицини. Йому та його коханій Люсінді протистоїть лікарі, організована релігія та дивне угруповання «Змовники». Розпочинається громадянська війна, яку виграють «Натуралісти». Вони розстрілюють усіх військовополонених та встановлюють тоталітарну теократію, постановляючи, що всі повинні працювати над страхом смерті, усі гроші збирати держава, а «медикаменти, мода та всі штучні та непотрібні речі потрібно негайно скасувати» і тому подібне. Бог зрештою затверджує такий стан речей, посилаючи чуму та голод, в яких гинуть всі нечестиві, залишаючи в живих лише натуралістів, які підносяться до «праці Бога й людини».

## Автор

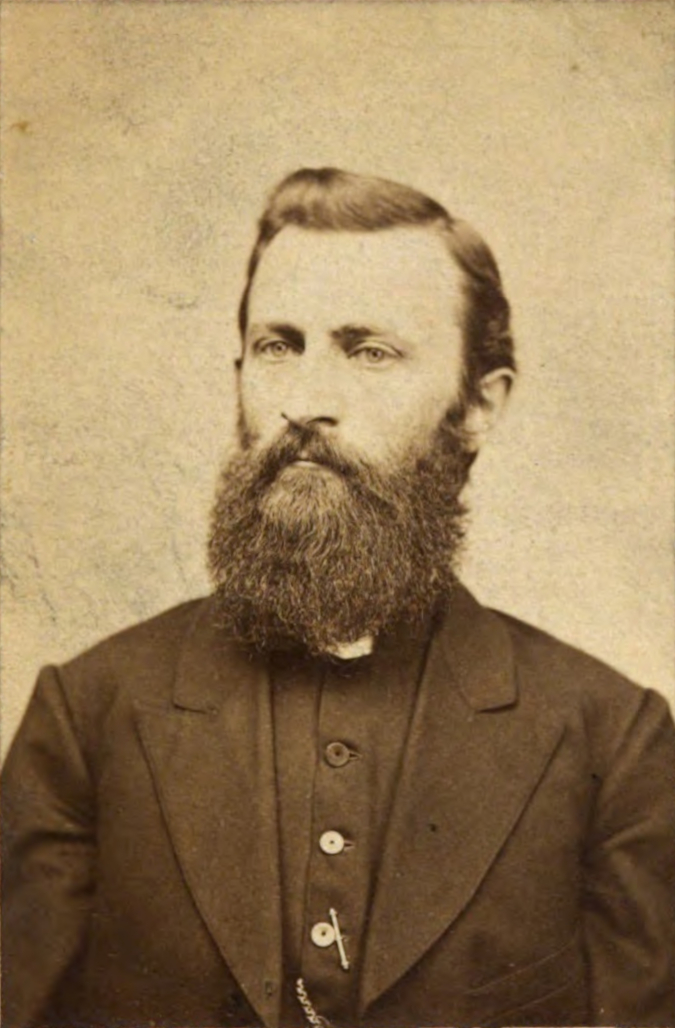
Саймон М. Лендіс бл. 1870 року

Саймон Молер Ландіс (4 червня 1829 — 25 грудня 1902) — священнослужитель та гідропат з Пенсільванії, пастор «Першої прогресивної церкви Філадельфії», яку він заснував у 1865 році. Часто банкрутуючи, він заробляв на життя лекціями та продаючи винаходи, такі як «Шприц з патентною сполукою чоловічої та жіночої величини та органічна ванна». Він називав себе лікарем, хоча немає жодних доказів того, що він коли-небудь отримав цей науковий ступінь.
«Соціальна війна року 1900 року» — єдиний роман, за який він зараховував себе «англ. S.M. Landis, M.D., D.D». Він також написав декілька п'єс та медичних текстів, зокрема книгу про сексуальну освіту, «Суворо приватна книга про шлюб: таємниці покоління» (1870), за яку Саймона притягували до відповідальності за непристойність й засуджений до одного року позбавлення волі у в'язниці Мояменсінг, але був помилуваний губернатором Джоном Гірі після 117 днів відсидки. Він написав про свої у «Роздумах в'язня» (1872), де також виклав своє несприйняття самозадоволення, вільного кохання та лікарів.

## Основні теми
«Соціальна війна року 1900 року» поєднує, як зазначив Е. Ф. Блейлер у «Науковій фантастиці», в перші роки, лютий «сенсаціоналізм та сексуальні елементи з бридким месіанським поривом», тим самим продовжуючи американську готичну традицію Джорджа Ліппарда, з його сюжетом, який складається з «повторення одного й того ж інциденту знову й знову, викрадення та фізичного насильства над героєм і героїнею».

## Відгуки
Судячи з небагатьох друкованих примірників, які залишилися, «Соціальна війна 1900 року» за сьогоднішніми стандартами як для таких тем не мала особливого успіху й розкуповувалася вкрай неохоче.
Розглядаючи «Соціальну війну» у 2012 році на сторінках io9, Джесс Невінс охарактеризував твір як «найгірший науково-фантастичний роман XIX століття», перевершивши всю іншу погану наукову фантастику того часу за своєю «нечитабельністю, кліше й тематичною помилкою». Після узагальнення сюжету роману Е. Ф. Блейлер просто запитує: «Чи потрібен [ще] коментар?».

## Адаптації
У 1873 році Лендіс переробив роман у п’ятиактну п’єсу, але немає записів про її виконання.